# 庫穆盧斯山
71°51′S 5°23′E / 71.850°S 5.383°E
庫穆盧斯山（英語：Cumulus Mountain）是南極洲的山峰，位於東部南極洲的毛德皇后地，屬於穆利格-霍夫曼山脈的一部分，海拔高度2,335米，該山峰根據挪威探險隊的測量和空中照片繪入地圖，現時受南極條約體系管理。